# Frédéric Thomas (homme politique, 1814-1884)
Pour les articles homonymes, voir Frédéric Thomas et Thomas.
Frédéric Thomas, né le 5 janvier 1814 à Castres (Tarn) et décédé le 28 janvier 1884 à Paris 9e, est un homme politique français et dramaturge.

## Biographie
Il est né Pierre-Frédéric Thomas, fils d’Étienne Thomas, tonnelier et de Marie Ramond, faubourg de l’Albinque à Castres, le petit-fils de Pierre Thomas, cultivateur  de Saint-Julien-du-Puy et d’Antoine Ramond, tisserand faubourg de l’Albinque à Castres, lesquels sont présents à sa naissance.
Avocat en 1836, il s'intéresse surtout à la littérature. Lauréat de l'académie des jeux floraux, il collabore à la Revue du Midi, ainsi qu'à des journaux politiques. Critiquant la Monarchie de Juillet, il se retrouve en cour d'assises pour délit de presse. Il s'installe en 1840 à Paris, où il écrit dans différents journaux. Il est président de la société des gens de lettres de 1868 à 1870. Le 6 septembre 1870, il est préfet du Tarn, puis conseiller général de Castres en 1871. Il est nommé conseiller de préfecture à Paris en 1880. Il est député du Tarn de 1881 à 1884, siégeant avec la gauche et soutenant les gouvernements opportunistes.

## Œuvres
- La Chaîne électrique, comédie en deux actes, mêlée de chant, théâtre des Variétés, 1842 avec J. Gabriel
- Petites Causes célèbres, 1855-1857
- La Jeune Régente, avec Michel Masson, 1878
- Le Maître maçon et le Banquier, drame-vaudeville en trois actes, Théâtre des Folies-Dramatiques, 1844, avec Michel Masson et Bourdereau
- Le Télégraphe d'amour, comédie-vaudeville en trois actes, Théâtre des Folies-Dramatiques, 1845, avec Michel Masson
- Jean-Baptiste ou, Un cœur d'or, drame en cinq actes, mêlé de chants, théâtre de la Gaîté, 1846, avec Ferdinand de Villeneuve et Michel Masson
- Un conte bleu, comédie-vaudeville en un acte, théâtre du Vaudeville, 1846 avec Lafitte
- La Fée du bord de l'eau, comédie-vaudeville en trois actes, théâtre des Folies-Dramatiques, 1846, avec Michel Masson

## Sources
- « Frédéric Thomas (homme politique, 1814-1884) », dans Adolphe Robert et Gaston Cougny, Dictionnaire des parlementaires français, Edgar Bourloton, 1889-1891 [détail de l’édition]
- « Frédéric Thomas (homme politique, 1814-1884) », dans le Dictionnaire des parlementaires français (1889-1940), sous la direction de Jean Jolly, PUF, 1960 [détail de l’édition]
- Mort de Frédéric Thomas « Le Temps » 30 janvier 1884.
- Obsèques de Frédéric Thomas au cimetière du Montparnasse « Gil Blas » 1er février 1884.
- Louis-Ariste Passerieu, Biographie de Frédéric Thomas, Imprimerie Isidore Fabre, Castres, 1876. [lire en ligne] sur le site Gallica.fr.